# Kersti Johansson
Kersti Johansson, egentligen Kerstin Ingeborg Sofia Johansson, ogift Hellqvist, född 8 juli 1926 i Norra Sandsjö församling, Jönköpings län, död där 19 december 2005, var en svensk politiker (centerpartist) och lantbrukare. 
Johansson var under åren 1982–1991 (tre mandatperioder) riksdagsledamot för Jönköpings län. Hon tjänstgjorde även som ersättare för Sven Johansson mellan 12 maj och 11 juni 1982.
Från 1952 var hon gift med lantbrukare Erland Johansson (1924–2003) och familjen var bosatt i Lunnestorp, Barkeryd, och sedan i Hälleved, Norra Sandsjö, båda i nuvarande Nässjö kommun. Makarna är gravsatta på Norra Sandsjö kyrkogård.